# Worlds of Tomorrow

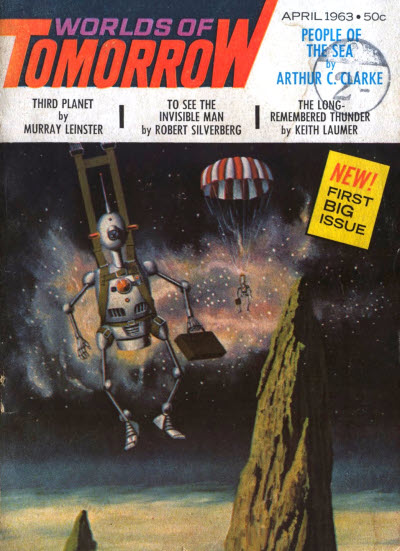
Portada del primer número de Worlds of Tomorrow, de fecha abril de 1963.

Worlds of Tomorrow fue una revista estadounidense de ciencia ficción publicada entre 1963 y 1967, año en que se fusionó con If. El primer número apareció en abril de 1963 y el último se publicó en mayo de 1967. Las editoriales al cargo de su publicación fueron Barmaray Co, de Nueva York, y posteriormente Galaxy Publishing. Reanudó brevemente su publicación entre el verano de 1970 y la primavera de 1971, con tres números publicados. La revista fue editada en su primer periodo de existencia por Frederik Pohl, que fue editor de Galaxy Publishing Co. entre 1960 y 1969, y por Ejler Jakobsson en el segundo. Publicó obras de autores tan conocidos como Arthur C. Clarke, Larry Niven, Fritz Leiber, Philip K. Dick, Brian W. Aldiss, Jack Williamson y Philip José Farmer. Pohl declaró en 1967 que la revista registró unas pérdidas de 15 000 dólares (equivalentes a 131 647 dólares en 2022) durante su primera etapa.